# 菩提禪心
《菩提禪心》是一部由臺灣大愛電視台於2012年9月3日首播的系列單元歌仔戲，財團法人慈濟傳播人文志業基金會製作，內容是以歌仔戲演繹古今中外譬喻故事及佛典故事，集合各歌仔戲劇團參與製作，融合舞台身段與電視表演，以電視歌仔戲的形態呈現，每則故事長短不一，分別以一至十五集為一單元，在大愛電視台一台及二台海外頻道每週一至週五下午二點首播，晚上六點三十分及隔日上午八點五十五分重播。
有別於以往表演藝術節目於劇場演出，對外公演時同步透過電視錄製轉播的模式，《菩提禪心》系列所規劃的節目內容各單元皆邀請不同劇團共同參與製作，於攝影棚內進行錄製播出，所有劇目單元均為新製作，為表演藝術類電視節目的呈現開啟了新美學的探索，具體手段體現如：鏡頭語言（單機拍攝主角內心活動等）、跨文化服飾道具背景（印度、西域、匈奴、印度尼西亞、日本、韓國、少數民族等）。
《菩提禪心》於2016年11月7日開始播出新節目《高僧傳》，述說每一位高僧的人格特質，以及他們為佛教所付出的諸多貢獻。《高僧傳》系列所規劃的節目內容皆邀請不同劇團參與製作，除了在攝影棚及虛擬棚內進行錄製之外，也到他國實景去錄製（柬埔寨、日本、韓國等）。除此之外，諸位高僧的生平故事皆經過嚴謹的參考諸多書目，如研究論文、史書、四朝高僧傳、各類傳記等等；腳本以及劇本都秉持著撰寫論文的心態來編寫。每一位高僧的集數為二十集至二十五集，目前已播出的有玄奘法師、鑑真大和尚、鳩摩羅什、弘一法師、六祖惠能、安世高、法顯法師、窺基法師、空海大師、百丈懷海禪師、道濟禪師、菩提達摩、智者大師、蕅益智旭大師、蓮池袾宏大師、神秀禪師、憨山德清大師、義淨法師等等。
《高僧傳》於2019年4月1日開始播出新節目《高僧行誼》，在《高僧傳》播出前15分鐘，以導讀的方式讓觀眾可以更加的清楚了解每一集《高僧傳》的內容。《高僧行誼》系列節目內容除了邀請參與演出的劇團演員之外，同時也邀請了多位編劇、歷史學者、佛史學者及佛教學者等等相關專家參與製作。《高僧行誼》以虛擬棚作為主要錄製現場，以劇中場景或歷史地點作為背景圖，讓主持人與來賓猶如在當時的現場對談。

## 播出時間

### 首播
| 頻道                   | 所在地 | 播映日期       | 播出時間            |
| ---------------------- | ------ | -------------- | ------------------- |
| 大愛電視台一台         | 台灣   | 2012年9月3日起 | 週一～週五14:00播出 |
| 大愛電視台二台海外頻道 | 台灣   | 2012年9月3日起 | 週一～週五15:00播出 |

### 重播
| 頻道                   | 所在地 | 播映日期       | 播出時間                          |
| ---------------------- | ------ | -------------- | --------------------------------- |
| 大愛電視台一台         | 台灣   | 2012年9月3日起 | 週一～週五18:30、08:55、13:33播出 |
| 大愛電視台二台海外頻道 | 台灣   | 2012年9月3日起 | 週一～週五06:00播出               |

### 各單元內容
| 《法譬如水》系列          | 《法譬如水》系列                                                              | 《法譬如水》系列 | 《法譬如水》系列     | 《法譬如水》系列     | 《法譬如水》系列 | 《法譬如水》系列 | 《法譬如水》系列     | 《法譬如水》系列            | 《法譬如水》系列     | 《法譬如水》系列                                                             | 《法譬如水》系列 |
| 劇目名稱                  | 播放日期                                                                      | 演出劇團         | 編劇                 | 助理編劇             | 導演             | 副導演           | 音樂設計             | 導播                        | 助理導播             | 主要演員                                                                     | 集數             |
| ------------------------- | ----------------------------------------------------------------------------- | ---------------- | -------------------- | -------------------- | ---------------- | ---------------- | -------------------- | --------------------------- | -------------------- | ---------------------------------------------------------------------------- | ---------------- |
| 九孔不淨                  | 2012年9月3日                                                                  | 許亞芬歌子戲劇坊 | 林顯源               | 王岩芳 許昳婷        | 許亞芬           |                  | 莊家煜               | 卞成章                      | 陳秀華               | 許亞芬、李靜芳、羅文君、羅育忠 邱亮玉、劉元易、張聖宗、林宏穎                | 3                |
| 法味潤德                  | 2012年9月6日                                                                  | 許亞芬歌子戲劇坊 | 林顯源               | 陳 新                | 許亞芬           |                  | 莊家煜               | 卞成章                      | 吳怡旻               | 許亞芬、羅文君、邱亮玉、劉元易 詹佳穎、何紹榮、盧盈均、陳芊蓉                | 2                |
| 鹿王捨己                  | 2012年9月10日                                                                 | 唐美雲歌仔戲團   | 陳健星               |                      | 唐美雲           | 劉冠良           | 劉文亮               | 顧中信                      | 翁文琦               | 唐美雲、林芳儀、吳明志、瑄 廷 劉冠良、杜健瑋、曾玫萍、黃伯倫                 | 5                |
| 木槍刺足                  | 2012年9月17日                                                                 | 孫翠鳳藝文工作室 | 孫富叡               |                      | 林春發           |                  | 陳孟亮               | 蔣昌言                      | 蔡易臻               | 孫翠鳳、孫詩珮、陳昭婷、陳昭賢 李綾真、林少竣、何迦瑀、洪辰雨                | 3                |
| 和尚賣石                  | 2012年9月20日                                                                 | 唐美雲歌仔戲團   | 陳健星               |                      | 唐美雲           | 劉冠良           | 劉文亮               | 顧中信                      | 翁文琦               | 唐美雲、許秀年、趙美齡、劉秀雯 林千鈺、林芳儀、劉冠良、杜健瑋                | 2                |
| 精進除垢盡 浪子的悔悟     | 2012年9月24日                                                                 | 許亞芬歌子戲劇坊 | 林顯源               | 許昳婷 王岩芳        | 許亞芬           | 邱亮玉           | 莊家煜               | 卞成章                      | 陳秀華               | 許亞芬、小 咪、羅文君、廖玉琪 邱亮玉、詹佳穎、羅育忠、謝玉如                 | 3                |
| 愧子棄父重行孝            | 2012年9月27日                                                                 | 許亞芬歌子戲劇坊 | 林顯源               | 許昳婷 王岩芳        | 許亞芬           | 邱亮玉           | 莊家煜               | 卞成章                      | 吳怡旻               | 許亞芬、羅育忠、吳安琪、張孟逸 謝玉如、史青梅、劉元易、廖玉琪                | 2                |
| 難陀的新衣                | 2012年10月1日                                                                 | 唐美雲歌仔戲團   | 陳健星               |                      | 唐美雲           | 劉冠良           | 劉文亮               | 顧中信                      | 翁文琦               | 唐美雲、許秀年、呂瓊珷、趙美齡 吳明志、劉冠良、林芳儀、杜健瑋                | 3                |
| 地獄遊記                  | 2012年10月4日                                                                 | 唐美雲歌仔戲團   | 許芳慈               |                      | 唐美雲           | 劉冠良           | 劉文亮               | 顧中信                      | 翁文琦               | 唐美雲、吳明志、劉冠良、林芳儀 曹雅嵐、曾玫萍、杜健瑋、闕辰芳                | 2                |
| 孫陀利謗佛                | 2012年10月8日                                                                 | 許亞芬歌子戲劇坊 | 林顯源               | 許昳婷 王岩芳 陳 新  | 蔣建元           |                  | 莊家煜               | 蔣昌言                      | 翁文琦               | 許亞芬、石惠君、詹佳穎、羅文君 吳明志、廖玉琪、劉元易、盧盈均                | 3                |
| 積寶不如求道              | 2012年10月11日                                                                | 許亞芬歌子戲劇坊 | 林顯源               | 劉穎灝               | 朱克榮           |                  | 莊家煜               | 顧中信                      | 翁文琦               | 許亞芬、小 咪、羅文君、劉元易 盧盈均、史青梅                                 | 2                |
| 回歸真如本性              | 2012年10月15日                                                                | 唐美雲歌仔戲團   | 陳健星               |                      | 唐美雲           | 劉冠良           | 劉文亮 姬禹丞        | 顧中信                      | 翁文琦               | 唐美雲、許秀年、林千鈺、趙美齡 吳明志、林芳儀、劉冠良、曹雃嵐                | 3                |
| 懺悔功德深                | 2012年10月18日                                                                | 唐美雲歌仔戲團   | 陳健星               |                      | 唐美雲           | 劉冠良           | 劉文亮               | 顧中信                      | 翁文琦               | 唐美雲、吳明志、曹雅嵐、杜健瑋 吳明志、劉冠良、闕辰芳、徐佩儀                | 2                |
| 色空無定相                | 2012年10月22日                                                                | 許亞芬歌子戲劇坊 | 林顯源               | 陳 新                | 許亞芬           |                  | 莊家煜               | 卞成章                      | 藍敏綺               | 許亞芬、李靜芳、吳安琪、狄 玫 羅文君、邱亮玉、謝玉如、劉元易                 | 3                |
| 仁王愛民 無懼墮地獄       | 2012年10月25日                                                                | 許亞芬歌子戲劇坊 | 林顯源               | 陳 新                | 許亞芬           |                  | 柯銘峰               | 卞成章                      | 陳秀華               | 小 咪、李靜芳、吳安琪、羅文君 史青梅、童婕渝、李宜樺                         | 2                |
| 愛別離苦                  | 2012年10月29日                                                                | 唐美雲歌仔戲團   | 陳健星               |                      | 唐美雲           | 劉冠良           | 劉文亮               | 顧中信                      | 翁文琦               | 唐美雲、許秀年、趙美齡、林芳儀 劉冠良、杜健瑋、洪 馗、洪 亘                  | 3                |
| 水中金                    | 2012年11月1日                                                                 | 唐美雲歌仔戲團   | 邱佳玉               |                      | 唐美雲           | 劉冠良           | 劉文亮               | 顧中信                      | 翁文琦               | 唐美雲、許秀年、曹雅嵐、劉冠良 林芳儀、曾玫萍、闕辰芳                        | 2                |
| 慈悲救己身                | 2012年11月5日                                                                 | 許亞芬歌子戲劇坊 | 林顯源               |                      | 許亞芬           |                  | 姬禹丞               | 卞成章                      | 陳秀華               | 許亞芬、李靜芳、劉元易、吳安琪 盧盈均                                        | 3                |
| 諸法清流 洗滌無明         | 2012年11月8日                                                                 | 許亞芬歌子戲劇坊 | 林顯源               | 許昳婷 王岩芳        | 許亞芬           |                  | 莊家煜               | 卞成章                      | 曾心文               | 許亞芬、羅育忠、劉元易、童婕渝 史青梅、詹佳穎                                | 2                |
| 佛度難陀                  | 2012年11月12日                                                                | 唐美雲歌仔戲團   | 陳健星               |                      | 唐美雲           | 劉冠良           | 劉文亮               | 顧中信                      | 翁文琦               | 唐美雲、劉冠良、狄 玫、吳明志 吳明志、曹雃嵐、杜健瑋、黃伯倫                 | 3                |
| 悟空的願望                | 2012年11月15日                                                                | 唐美雲歌仔戲團   | 許芳慈               |                      | 唐美雲           | 劉冠良           | 劉文亮               | 顧中信                      | 翁文琦               | 唐美雲、許仙姬、瑄 廷、吳明志 林芳儀、杜健瑋、闕辰芳、黃伯倫                 | 2                |
| 布施度無極                | 2012年11月19日                                                                | 許亞芬歌子戲劇坊 | 林顯源               | 陳 新                | 許亞芬           |                  | 莊家煜               | 卞成章                      | 藍敏綺 江笠帆        | 許亞芬、羅文君、羅育忠、狄 玫 劉元易、潘麗君、謝玉如                         | 2                |
| 福熟自度                  | 2012年11月21日                                                                | 許亞芬歌子戲劇坊 | 林顯源               | 劉穎灝               | 許亞芬           |                  | 劉逸群               | 卞成章                      | 陳秀華               | 許亞芬、小 咪、秋乃華、潘麗君 盧盈均、劉元易、羅文君、杜健瑋                 | 2                |
| 觸境覺悟                  | 2012年11月26日                                                                | 唐美雲歌仔戲團   | 陳健星               |                      | 唐美雲           | 劉冠良           | 劉文亮               | 顧中信                      | 翁文琦               | 唐美雲、許秀年、吳明志、杜健瑋 林芳儀、曾玫萍、闕辰芳、徐佩儀                | 8                |
| 精進向前行                | 2012年12月6日                                                                 | 許亞芬歌子戲劇坊 | 林顯源               | 劉穎灝 許昳婷        | 朱克榮           |                  | 莊家煜               | 顧中信                      | 翁文琦               | 許亞芬、吳安琪、潘麗君、黃若涵 羅文君、劉元易                                | 2                |
| 寬人律己安自在            | 2012年12月10日                                                                | 許亞芬歌子戲劇坊 | 林顯源               | 劉穎灝               | 朱克榮           |                  | 姬禹丞               | 卞成章                      | 江笠帆               | 小 咪、呂雪鳳、黃若涵、童婕渝 史青梅、郭安驥、許榮隆、黎增鑾                 | 3                |
| 世上道理最重              | 2012年12月13日                                                                | 許亞芬歌子戲劇坊 | 林顯源               | 劉穎灝               | 許亞芬           | 邱亮玉           | 莊家煜               | 卞成章                      | 陳秀華               | 許亞芬、張孟逸、林久登、邱亮玉 黃若涵、史青梅、廖玉琪、杜健瑋                | 2                |
| 佛食馬麥                  | 2012年12月17日                                                                | 唐美雲歌仔戲團   | 陳健星               |                      | 唐美雲           | 劉冠良           | 劉文亮               | 顧中信                      | 翁文琦               | 唐美雲、石惠君、劉冠良、黃宇臻 吳明志、曹雃嵐、曾玫萍、闕辰芳                | 3                |
| 心淨智明                  | 2012年12月20日                                                                | 唐美雲歌仔戲團   | 詹晏妮               |                      | 唐美雲           | 劉冠良           | 劉文亮               | 顧中信                      | 翁文琦               | 唐美雲、劉冠良、杜健瑋、曾玫萍 林芳儀、洪 亘、徐佩儀、闕辰芳                 | 2                |
| 琉璃王殺釋種              | 2012年12月24日                                                                | 許亞芬歌子戲劇坊 | 林顯源               | 劉穎灝               | 許亞芬           | 邱亮玉           | 莊家煜               | 顧中信                      | 翁文琦               | 許亞芬、小 咪、吳安琪、許麗坤 羅文君、羅育忠、潘麗君、謝玉如                 | 5                |
| 善解寬容無所求            | 2012年12月31日                                                                | 唐美雲歌仔戲團   | 許芳慈               |                      | 唐美雲           | 劉冠良           | 劉文亮               | 顧中信                      | 翁文琦               | 唐美雲、吳明志、朱慧甄、劉冠良 黃宇臻、曾玫萍、曹雃嵐、黃伯倫                | 3                |
| 心獄之災                  | 2013年1月3日                                                                  | 唐美雲歌仔戲團   | 邱佳玉               |                      | 唐美雲           | 劉冠良           | 劉文亮               | 顧中信                      | 翁文琦               | 唐美雲、林芳儀、吳明志、劉冠良 曾玫萍、杜健瑋、徐佩儀                        | 2                |
| 調達推山                  | 2013年1月7日                                                                  | 許亞芬歌子戲劇坊 | 林顯源               | 王岩芳 許昳婷        | 許亞芬           | 邱亮玉           | 莊家煜               | 卞成章                      | 陳秀華               | 許亞芬、羅育忠、羅文君、潘麗君                                               | 3                |
| 不識明師之憾              | 2013年1月10日                                                                 | 許亞芬歌子戲劇坊 | 林顯源               | 劉穎灝 朱 睿         | 朱克榮           |                  | 莊家煜               | 顧中信                      | 翁文琦               | 許亞芬、羅文君、羅育忠、黃若涵 王台玲、盧盈均                                | 2                |
| 純真莊重最美              | 2013年1月14日                                                                 | 唐美雲歌仔戲團   | 陳健星               |                      | 唐美雲           | 劉冠良           | 劉文亮               | 顧中信                      | 翁文琦               | 唐美雲、許秀年、許秀琴、劉冠良 林芳儀、杜健瑋、黃伯倫、洪 馗                 | 6                |
| 九結之疑結                | 2013年1月22日                                                                 | 唐美雲歌仔戲團   | 邱佳玉               |                      | 唐美雲           | 劉冠良           | 劉文亮               | 顧中信                      | 翁文琦               | 唐美雲、林芳儀、江俊賢、吳明志 杜健瑋                                        | 1                |
| 晝執火把的修行者          | 2013年1月23日                                                                 | 許亞芬歌子戲劇坊 | 林顯源               | 劉穎灝 朱 睿         | 朱克榮           |                  | 莊家煜               | 顧中信                      | 翁文琦               | 許亞芬、吳安琪、李靜芳、王台玲 黃若涵、史青梅、郭安驥、盧盈均                | 3                |
| 真理不須強辯              | 2013年1月28日                                                                 | 許亞芬歌子戲劇坊 | 林顯源               | 劉穎灝               | 許亞芬           | 邱亮玉           | 莊家煜               | 顧中信                      | 翁文琦               | 許亞芬、林久登、羅育忠、李靜芳 羅文君、邱亮玉、盧盈均、蔡傑夫                | 2                |
| 近親難度                  | 2013年1月30日                                                                 | 許亞芬歌子戲劇坊 | 林顯源               | 劉穎灝 朱 睿 王岩芳  | 朱克榮           |                  | 莊家煜               | 顧中信                      | 翁文琦               | 許亞芬、吳安琪、羅文君、朱慧甄 邱亮玉、盧盈均、史青梅、杜健瑋                | 3                |
| 三皈五戒護己身            | 2013年2月4日                                                                  | 唐美雲歌仔戲團   | 李季紋               |                      | 唐美雲           | 劉冠良           | 劉文亮               | 顧中信                      | 翁文琦               | 唐美雲、許秀琴、藍忠文、吳明志 曹雃嵐、劉冠良、王治文、曾玫萍                | 2                |
| 貧者升天                  | 2013年2月6日                                                                  | 唐美雲歌仔戲團   | 詹晏妮               |                      | 唐美雲           | 劉冠良           | 劉文亮               | 顧中信                      | 翁文琦               | 唐美雲、許秀琴、林芳儀、吳明志 吳奇聰、曾玫萍、杜健瑋、闕辰芳                | 3                |
| 春櫻小姑                  | 2013年2月13日                                                                 | 唐美雲歌仔戲團   | 陳健星               |                      | 唐美雲           | 劉冠良           | 劉文亮               | 顧中信                      | 翁文琦               | 唐美雲、許秀年、小 咪、吳由美 許仙姬、吳承志、劉冠良、慧 香                  | 3                |
| 因緣生滅念無常            | 2013年2月18日                                                                 | 許亞芬歌子戲劇坊 | 林顯源               | 劉穎灝               | 張永煜           |                  | 莊家煜               | 顧中信                      | 翁文琦               | 許亞芬、羅文君、羅育忠、林詩文 朱慧甄、盧盈均、蔡傑夫、葉育德                | 5                |
| 甜果必咬                  | 2013年2月25日                                                                 | 許亞芬歌子戲劇坊 | 林顯源               |                      | 許亞芬           | 邱亮玉           | 莊家煜               | 顧中信                      | 翁文琦               | 許亞芬、羅文君、王台玲、杜健瑋                                               | 3                |
| 分家傷和氣                | 2013年2月28日                                                                 | 許亞芬歌子戲劇坊 | 林顯源               | 劉穎灝               | 許亞芬           | 邱亮玉           | 莊家煜               | 顧中信                      | 翁文琦               | 許亞芬、羅文君、吳安琪、朱慧甄 盧盈均                                        | 2                |
| 天帝戰修羅                | 2013年3月4日                                                                  | 唐美雲歌仔戲團   | 陳健星               |                      | 唐美雲           | 劉冠良           | 劉文亮               | 顧中信                      | 翁文琦               | 唐美雲、許秀年、劉冠良、曹雅嵐 洪 馗、慧 香、曾玫萍、杜健瑋                  | 7                |
| 明鏡非心                  | 2013年3月13日                                                                 | 唐美雲歌仔戲團   | 林玉芬               |                      | 唐美雲           | 劉冠良           | 劉文亮               | 顧中信                      | 翁文琦               | 唐美雲、林芳儀、吳明志、劉冠良 曾玫萍、闕辰芳、吳米娜、洪 亘                 | 3                |
| 富太太夢中醒悟            | 2013年3月18日                                                                 | 許亞芬歌子戲劇坊 | 林顯源               | 劉穎灝               | 許亞芬           | 邱亮玉           | 莊家煜               | 顧中信                      | 翁文琦               | 許亞芬、李靜芳、羅文君、朱慧甄 周岑頤、黃若涵                                | 3                |
| 得不償失的煩惱            | 2013年3月21日                                                                 | 許亞芬歌子戲劇坊 | 林顯源               | 劉穎灝               | 許亞芬           | 邱亮玉           | 莊家煜               | 顧中信                      | 翁文琦               | 許亞芬、黃若涵、羅文君、許麗坤 盧盈均、劉元易、朱慧甄                        | 2                |
| 白髮女囚                  | 2013年3月25日                                                                 | 唐美雲歌仔戲團   | 陳健星               |                      | 唐美雲           | 劉冠良           | 劉文亮               | 顧中信                      | 翁文琦               | 唐美雲、許秀年、許仙姬、狄 玫 吳承志、黃宇臻、曾玫萍、杜健瑋                 | 5                |
| 眾生靈皆六親              | 2013年4月1日                                                                  | 許亞芬歌子戲劇坊 | 林顯源               | 劉穎灝               | 許亞芬           | 邱亮玉           | 莊家煜               | 顧中信                      | 翁文琦               | 許亞芬、李靜芳、林夢梅、吳安琪 蔡聖瑋、朱慧甄、杜健瑋、洪 馗                 | 5                |
| 提婆達多叛逆遭報          | 2013年4月8日                                                                  | 唐美雲歌仔戲團   | 許美惠               |                      | 唐美雲           | 劉冠良           | 劉文亮               | 顧中信                      | 翁文琦               | 唐美雲、曹雅嵐、許仙姬、林芳儀 吳明志、黃宇臻、曾玫萍、杜健瑋                | 5                |
| 回歸清淨現本性            | 2013年4月15日                                                                 | 許亞芬歌子戲劇坊 | 林顯源               |                      | 許淑芬           |                  | 莊家煜               | 顧中信                      | 翁文琦               | 許亞芬、吳安琪、羅文君、謝玉如 吳栯禔、盧盈均、洪 馗、洪 亘                  | 5                |
| 六牙象王                  | 2013年4月22日                                                                 | 孫翠鳳藝文工作室 | 孫富叡               |                      | 陳勝發           |                  | 陳孟亮               | 蔣昌言                      | 翁文琦               | 孫翠鳳、陳昭婷、洪辰雨、李綾真 孫采伶、陳子豪、孫麗惠、林冠妃                | 5                |
| 內修德外行善              | 2013年4月29日                                                                 | 孫翠鳳藝文工作室 | 不 退 安 康 王銘燦   |                      | 陳勝發           |                  | 陳孟亮               | 蔣昌言                      | 翁文琦               | 孫翠鳳、鄭雅升、陳勝發、孫詩珮 林春華、李綾真、賴貴珠、孫麗惠                | 3                |
| 為善得福                  | 2013年5月2日                                                                  | 孫翠鳳藝文工作室 |                      |                      |                  |                  |                      |                             |                      | 孫翠鳳、鄭雅升、陳勝發、孫詩珮                                               | 2                |
| 知因識果                  | 2013年5月6日                                                                  | 孫翠鳳藝文工作室 | 不 退 安 康 王銘燦   |                      | 林春發           |                  | 陳孟亮               | 蔣昌言                      | 蔡易臻               | 孫翠鳳、陳昭婷、賴貴珠、李綾真 林少竣、孫采伶、黃心美、馬學文                | 3                |
| 守護身心正道行            | 2013年5月9日                                                                  | 孫翠鳳藝文工作室 | 不 退 安 康 王銘燦   |                      | 陳勝發           |                  | 陳孟亮               | 顧中信                      | 翁文琦               | 鄭雅升、陳子豪、孫詩珮、翁妙嬅 何珈瑀、林冠妃、林春華                        | 2                |
| 蓮華                      | 2013年5月13日                                                                 | 孫翠鳳藝文工作室 | 孫富叡               | 何芹慧               | 孫翠鳳           |                  | 陳孟亮               | 顧中信                      | 翁文琦               | 孫翠鳳、陳昭婷、陳昭賢、李綾真 孫采伶、賴貴珠、蔡羽謙、林少竣                | 5                |
| 懷胎六年                  | 2013年5月20日                                                                 | 唐美雲歌仔戲團   | 曾郁珺               |                      | 唐美雲           | 劉冠良           | 劉文亮               | 顧中信                      | 翁文琦               | 唐美雲、許秀年、小 咪、許仙姬 吳承志、曹雃嵐、慧 香、黃宇臻                  | 5                |
| 一牛殺三人                | 2013年5月27日                                                                 | 唐美雲歌仔戲團   | 許美惠               |                      | 唐美雲           | 劉冠良           | 劉文亮               | 顧中信                      | 翁文琦               | 唐美雲、許秀年、小 咪、吳明志 劉冠良、曹雃嵐、曾玫萍、杜健瑋                 | 3                |
| 象首比丘                  | 2013年5月30日                                                                 | 唐美雲歌仔戲團   | 二 燈                |                      | 唐美雲           | 劉冠良           | 劉文亮               | 顧中信                      | 翁文琦               | 唐美雲、小 咪、吳承志、劉冠良 杜健瑋、曾玫萍、曹雃嵐、洪 馗                  | 2                |
| 財是五家共有              | 2013年6月3日                                                                  | 唐美雲歌仔戲團   | 游雅惠 陳祥偉        |                      | 唐美雲           | 劉冠良           | 劉文亮               | 顧中信                      | 翁文琦               | 唐美雲、許秀年、小 咪、吳承志 曹雃嵐、曾玫萍、黃宇臻、杜健瑋                 | 5                |
| 佛度玉耶女                | 2013年6月10日                                                                 | 唐美雲歌仔戲團   | 陳健星               |                      | 唐美雲           | 劉冠良           | 劉文亮               | 顧中信                      | 翁文琦               | 唐美雲、許秀年、小 咪、吳由美 許秀琴、曹雃嵐、劉冠良、杜健瑋                 | 3                |
| 護心護生                  | 2013年6月13日                                                                 | 唐美雲歌仔戲團   | 曾郁珺               |                      | 唐美雲           | 劉冠良           | 劉文亮               | 顧中信                      | 翁文琦               | 唐美雲、林芳儀、狄 玫、瑄 廷 吳明志、劉冠良、蔣春秀、蔣幸均                  | 2                |
| 印度榮譽謀殺              | 2013年6月17日                                                                 | 許亞芬歌子戲劇坊 | 林顯源               |                      | 許淑芬           |                  | 莊家煜               | 顧中信                      | 翁文琦               | 許亞芬、小 咪、羅文君、廖玉琪 羅育忠、吳栯禔、王婕菱、杜健瑋                 | 5                |
| 眼見不爲實                | 2013年6月24日                                                                 | 許亞芬歌子戲劇坊 | 林顯源               | 劉穎灝 朱 睿         | 許淑芬           |                  | 莊家煜               | 顧中信                      | 翁文琦               | 許亞芬、羅育忠、潘麗君、許麗坤 羅文君、杜健瑋、謝玉如、張嘉麟                | 3                |
| 草繩與香紙                | 2013年6月27日                                                                 | 許亞芬歌子戲劇坊 | 林顯源               |                      | 許亞芬           | 邱亮玉           | 莊家煜               | 顧中信                      | 翁文琦               | 許亞芬、吳安琪、羅文君、羅育忠 謝玉如、朱慧甄、劉採霞、劉森玥                | 2                |
| 六年苦行                  | 2013年7月1日                                                                  | 許亞芬歌子戲劇坊 | 林顯源               | 劉穎灝               | 許亞芬           | 邱亮玉           | 莊家煜               | 顧中信                      | 翁文琦               | 許亞芬、吳安琪、羅文君、蔡聖偉 杜健瑋、吳純瑜、莊青芬、蘇德揚                | 3                |
| 火宅                      | 2013年7月4日                                                                  | 唐美雲歌仔戲團   | 陳健星               |                      | 唐美雲           | 劉冠良           | 劉文亮               | 顧中信                      | 翁文琦               | 唐美雲、石惠君、小 咪、狄 玫 曹雃嵐、劉冠良、洪 馗、闕辰芳                   | 2                |
| 佛陀三笑因緣              | 2013年7月8日                                                                  | 唐美雲歌仔戲團   | 二 燈 蟬 雨          |                      | 唐美雲           | 劉冠良           | 劉文亮               | 顧中信                      | 翁文琦               | 唐美雲、小 咪、吳承志、曹雅嵐 劉冠良、曾玫萍、慧 香、楊雅如                  | 3                |
| 金榜題名                  | 2013年7月11日                                                                 | 唐美雲歌仔戲團   | 曾郁珺               |                      | 唐美雲           | 劉冠良           | 劉文亮               | 顧中信                      | 翁文琦               | 唐美雲、許秀年、趙美齡、林芳儀 吳承志、劉冠良、曹雃嵐、梁芳毓                | 2                |
| 瀛君與恩人                | 2013年7月15日                                                                 | 唐美雲歌仔戲團   | 陳健星               |                      | 唐美雲           | 劉冠良           | 劉文亮               | 顧中信                      | 翁文琦               | 唐美雲、小 咪、吳由美、許仙姬 劉冠良、曹雃嵐、曾玫萍、杜健瑋                 | 3                |
| 地獄拖車                  | 2013年7月18日                                                                 | 唐美雲歌仔戲團   | 陳健星               |                      | 唐美雲           | 劉冠良           | 劉文亮               | 顧中信                      | 翁文琦               | 唐美雲、劉冠良、許仙姬、吳承志 黃宇臻、曹雃嵐、曾玫萍、闕辰芳                | 2                |
| 學佛偏差鑄大錯            | 2013年7月22日                                                                 | 許亞芬歌子戲劇坊 | 林顯源               | 劉穎灝               | 朱克榮           | 邱亮玉           | 莊家煜               | 顧中信                      | 翁文琦               | 許亞芬、李靜芳、盧盈均、黃若涵 羅文君、劉元易、史青梅、陳芊蓉                | 3                |
| 身無罣礙好修行            | 2013年7月25日                                                                 | 許亞芬歌子戲劇坊 | 林顯源               |                      | 許亞芬           | 邱亮玉           | 莊家煜               | 顧中信                      | 翁文琦               | 許亞芬、小 咪、羅文君、朱慧甄 盧盈均、史青梅、邱亮玉、洪 馗                  | 3                |
| 及時念念為善              | 2013年7月28日                                                                 | 許亞芬歌子戲劇坊 | 林顯源               | 劉穎灝 朱 睿 林文星  | 朱克榮           | 邱亮玉           | 莊家煜               | 顧中信                      | 翁文琦               | 許亞芬、李靜芳、羅育忠、羅文君 史青梅、劉元易、朱慧甄、許麗坤                | 3                |
| 隨緣善解不怨妒            | 2013年8月2日                                                                  | 許亞芬歌子戲劇坊 | 林顯源               |                      | 許亞芬           | 邱亮玉           | 莊家煜               | 顧中信                      | 翁文琦               | 許亞芬、小 咪、吳安琪、蔡聖偉 羅文君、廖玉琪、謝玉如、杜健瑋                 | 3                |
| 魔王的誘惑                | 2013年8月7日                                                                  | 唐美雲歌仔戲團   | 陳健星               |                      | 唐美雲           | 劉冠良           | 劉文亮               | 顧中信                      | 翁文琦               | 唐美雲、小 咪、許秀年、劉冠良 吳承志、杜健瑋、曹雃嵐、曾玫萍                 | 3                |
| 七日恩                    | 2013年8月12日                                                                 | 唐美雲歌仔戲團   | 林玉芬               |                      | 唐美雲           | 劉冠良           | 劉文亮               | 顧中信                      | 翁文琦 陳淑芬        | 唐美雲、小 咪、劉冠良、曾玫萍 曾玫萍、闕辰芳、黃宇臻、洪 馗                  | 5                |
| 還債牛                    | 2013年8月19日                                                                 | 唐美雲歌仔戲團   | 林玉芬               |                      | 唐美雲           | 劉冠良           | 劉文亮               | 顧中信                      | 翁文琦               | 唐美雲、許秀年、林芳儀、曹雅嵐 杜健瑋、劉冠良、黃宇臻、曹雃嵐                | 5                |
| 妙手慈母心                | 2013年8月26日                                                                 | 唐美雲歌仔戲團   | 許美惠               |                      | 唐美雲           | 劉冠良           | 劉文亮               | 顧中信                      | 翁文琦               | 小 咪、許仙姬、黃宇臻、徐佩儀 吳承志、洪 亘、闕辰芳、劉冠良                  | 2                |
| 迷途知返                  | 2013年8月28日                                                                 | 唐美雲歌仔戲團   | 陳健星               |                      | 唐美雲           | 劉冠良           | 劉文亮               | 顧中信                      | 翁文琦               | 唐美雲、小 咪、許仙姬、吳由美 吳承志、曾玫萍、劉冠良、杜健瑋                 | 3                |
| 紅顏淚                    | 2013年9月2日                                                                  | 唐美雲歌仔戲團   | 林玉芬               |                      | 唐美雲           | 劉冠良           | 劉文亮               | 顧中信                      | 翁文琦 陳淑芬        | 唐美雲、小 咪、吳由美、吳承志 劉冠良、曾玫萍、瑄 廷、杜健瑋                  | 5                |
| 首富之死                  | 2013年9月9日                                                                  | 唐美雲歌仔戲團   | 陳健星               |                      | 唐美雲           | 劉冠良           | 劉文亮               | 顧中信                      | 林依親               | 唐美雲、小 咪、許仙姬、瑄 廷 吳承志、王婕菱、曾玫萍、慧 香                   | 5                |
| 孤兒獻金                  | 2013年9月16日                                                                 | 孫翠鳳藝文工作室 | 不 退 安 康 王銘燦   |                      | 陳昭瑋           |                  | 陳志昇               | 顧中信                      | 翁文琦               | 孫翠鳳、鄭雅升、孫詩珮、陳子豪 孫采伶、洪辰雨、賴貴珠、陳昭賢                | 5                |
| 度化獵戶                  | 2013年9月23日                                                                 | 孫翠鳳藝文工作室 | 陳子楓               |                      | 孫翠鳳           |                  | 陳志昇               | 顧中信                      | 翁文琦               | 孫翠鳳、鄭雅升、孫詩珮、陳昭婷 李綾真、賴貴珠、何迦瑀、陳冠叡                | 3                |
| 報恩牛                    | 2013年9月26日                                                                 | 孫翠鳳藝文工作室 | 陳勝在 陳子楓        |                      | 陳勝發           |                  | 陳志昇               | 余竹虹                      | 林依親               | 孫翠鳳、陳昭婷、何采潔、李綾真 林少竣、許美雲、邱信彰、周淳安                | 2                |
| 以沙供佛                  | 2013年9月30日                                                                 | 孫翠鳳藝文工作室 | 康素慧               |                      | 陳勝發           |                  | 陳志昇               | 蔣昌言 余竹虹               | 陳淑芬               | 孫翠鳳、鄭雅升、孫詩珮、陳子豪 周淳安、李綾真、陳冠叡、何珈瑀                | 5                |
| 九代同居                  | 2013年10月7日                                                                 | 孫翠鳳藝文工作室 | 孫富叡 林春華        |                      | 陳勝發           |                  | 陳志昇               | 蔣昌言                      | 陳淑芬               | 孫翠鳳、鄭雅升、陳子豪、陳昭賢 洪辰雨、何思佑、林少竣、蔡羽謙                | 5                |
| 隔世精進                  | 2013年10月14日                                                                | 唐美雲歌仔戲團   | 二 燈                |                      | 唐美雲           | 劉冠良           | 劉文亮               | 顧中信                      | 翁文琦               | 唐美雲、小 咪、吳承志、曹雅嵐 劉冠良、杜健瑋、梁芳毓、洪 馗                  | 3                |
| 一語墮紅塵                | 2013年10月17日                                                                | 唐美雲歌仔戲團   | 林玉芬               |                      | 唐美雲           | 劉冠良           | 劉文亮               | 顧中信                      | 翁文琦               | 唐美雲、小 咪、石惠君、狄 玫 廖恩德、杜健瑋、劉冠良、曹雃嵐                  | 3                |
| 偷燈燃心                  | 2013年10月22日                                                                | 唐美雲歌仔戲團   | 林玉芬               |                      | 唐美雲           | 劉冠良           | 劉文亮               | 顧中信                      | 翁文琦               | 唐美雲、曹雅嵐、王秀文、劉冠良 吳承志、王治文、杜健瑋、闕辰芳                | 4                |
| 為眾生說法                | 2013年10月28日                                                                | 唐美雲歌仔戲團   | 二 燈 蟬 雨          |                      | 唐美雲           | 劉冠良           | 劉文亮               | 顧中信 潘仁傑               |                      | 唐美雲、許秀年、小 咪、許仙姬 吳由美、吳承志、黃宇臻、楊雅如                 | 5                |
| 佛度須跋陀                | 2013年11月4日                                                                 | 唐美雲歌仔戲團   | 陳健星               |                      | 唐美雲           | 劉冠良           | 劉文亮               | 顧中信                      | 翁文琦               | 唐美雲、吳承志、林芳儀、杜健瑋 劉冠良、闕辰芳、曾玫萍、黃伯倫                | 2                |
| 《法華無量義》系列        |                                                                               |                  |                      |                      |                  |                  |                      |                             |                      |                                                                              |                  |
| 劇目名稱                  | 播放日期                                                                      | 演出劇團         | 編劇                 | 助理編劇             | 導演             | 副導演           | 音樂設計             | 導播                        | 助理導播             | 主要演員                                                                     | 集數             |
| 遵佛遺教                  | 2014年3月31日                                                                 | 許亞芬歌子戲劇坊 | 林紋守               |                      | 許亞芬           | 邱亮玉           | 莊家煜               | 顧中信                      | 翁文琦 林依親        | 許亞芬、吳安琪、古翊汎、羅育忠 吳栯禔、劉元易、廖玉琪、朱慧甄                | 10               |
| 結集佛教經典              | 2014年2月17日                                                                 | 唐美雲歌仔戲團   | 林顯源               | 劉穎灝               | 唐美雲           | 劉冠良           | 劉文亮               | 顧中信                      | 林依親 翁文琦        | 唐美雲、許秀年、小 咪、狄 枚 許秀琴、吳承志、林芳儀、王婕菱                  | 10               |
| 王舍城的由來              | 2014年3月3日                                                                  | 孫翠鳳藝文工作室 | 林顯源               | 劉穎灝 朱 睿         | 陳勝發           |                  | 陳孟亮               | 蔣昌言 余竹虹               | 陳淑芬               | 孫翠鳳、李綾真、翁妙嬅、陳昭婷 陳昭賢、晨 翎、林少竣、邱信彰                 | 10               |
| 摩訶迦旃延                | 2014年3月17日                                                                 | 孫翠鳳藝文工作室 | 林顯源               | 劉穎灝 朱 睿         | 陳勝發           |                  | 陳孟亮               | 蔣昌言 余竹虹               | 陳淑芬               | 孫翠鳳、孫詩珮、高玉珊、陳昭婷 晨 翎、陳子豪、陳昭瑋、何韶蓉                 | 10               |
| 牧牛難陀                  | 2014年3月31日                                                                 | 許亞芬歌子戲劇坊 | 林紋守               |                      | 許亞芬           | 邱亮玉           | 莊家煜               | 顧中信                      | 翁文琦 林依親        | 許亞芬、吳安琪、羅育忠、朱慧甄 古翊帆、羅文君、吳栯禔、劉元易                | 5                |
| 解空第一須菩提            | 2014年4月7日                                                                  | 許亞芬歌子戲劇坊 | 吳秀鶯               |                      | 許亞芬           | 邱亮玉           | 莊家煜               | 顧中信                      | 翁文琦               | 許亞芬、羅育麟、吳安琪、羅文君 古翊帆、廖玉琪、劉元易、朱慧甄                | 5                |
| 大迦葉與妙賢女            | 2014年4月14日                                                                 | 唐美雲歌仔戲團   | 陳健星               |                      | 唐美雲           | 劉冠良           | 劉文亮               | 顧中信                      | 翁文琦               | 唐美雲、許秀年、小 咪、許仙姬 黃暘驊、吳承志、林芳儀、王婕菱                 | 10               |
| 大愛道夫人求法            | 2014年4月28日                                                                 | 許亞芬歌子戲劇坊 | 吳秀鶯               |                      | 許亞芬           | 吳承洋           | 莊家煜               | 顧中信                      | 翁文琦               | 許亞芬、李靜芳、朱慧甄、吳安琪 蔡聖偉、羅文君、羅育麟、吳栯禔                | 8                |
| 人間福田勤耕耘            | 2014年5月8日                                                                  | 許亞芬歌子戲劇坊 | 吳秀鶯               |                      | 許亞芬           |                  | 莊家煜               | 潘仁傑                      | 翁文琦               | 許亞芬、吳安琪、羅文君、朱慧甄 邱亮玉、劉元易、吳栯禔、陳忞鴻                | 2                |
| 佛心待人 劫賓那與憍梵波提 | 2014年5月12日                                                                 | 許亞芬歌子戲劇坊 | 吳秀鶯               |                      | 許亞芬           | 邱亮玉           | 莊家煜               | 顧中信                      | 翁文琦               | 許亞芬、羅文君、古翊汎、吳安琪 劉元易、朱慧甄、廖玉琪、沈東生                | 5                |
| 說法第一富樓那            | 2014年5月19日                                                                 | 唐美雲歌仔戲團   | 林顯源               | 劉穎灝 朱 睿         | 唐美雲           |                  | 劉文亮               | 顧中信                      | 翁文琦               | 唐美雲、許秀年、小 咪、許仙姬 許秀琴、吳承志、林芳儀、黃晨喻                 | 10               |
| 河神之怒                  | 2014年6月2日                                                                  | 唐美雲歌仔戲團   | 陳健星               |                      | 唐美雲           | 劉冠良           | 劉文亮               | 蔣昌言 余竹虹               | 陳淑芬               | 唐美雲、許秀年、小 咪、吳承志 劉冠良、林芳儀、黃宇臻、慧 香                  | 5                |
| 拘那羅王子的眼睛          | 2014年6月9日                                                                  | 孫翠鳳藝文工作室 | 林顯源               | 劉穎灝 林文星        | 陳勝發           |                  | 陳孟亮               | 蔣昌言 黃景美               | 林依親 陳淑芬        | 孫翠鳳、孫詩珮、翁妙嬅、晨 翎 陳子豪、李綾真、林春華、羅碧蓮                 | 10               |
| 億萬里                    | 2014年6月23日                                                                 | 孫翠鳳藝文工作室 | 王銘燦               |                      | 陳勝發           |                  | 陳孟亮               | 蔣昌言 余竹虹               | 林依親 陳淑芬        | 孫翠鳳、陳昭婷、陳昭瑋、孫詩珮 孫采伶、翁妙嬅、何韶蓉、李綾真                | 10               |
| 一念虔誠遍三千法界        | 2014年7月7日                                                                  | 許亞芬歌子戲劇坊 | 林紋守               |                      | 許亞芬           | 邱亮玉           | 莊家煜               | 顧中信                      | 翁文琦               | 許亞芬、張孟逸、羅育忠、李靜芳 吳安琪、羅文君、劉元易、吳栯禔                | 5                |
| 文理真正普應眾生          | 2014年7月14日                                                                 | 許亞芬歌子戲劇坊 | 古唯心               |                      | 許亞芬           | 邱亮玉           | 莊家煜               | 顧中信                      | 翁文琦               | 許亞芬、古翊汎、吳安琪、羅育麟 張孟逸、羅文君、謝玉如、朱慧甄                | 5                |
| 一念貪心                  | 2014年7月21日                                                                 | 許亞芬歌子戲劇坊 | 洪子薇               | 黃秀鳳               | 許亞芬           | 邱亮玉           | 莊家煜               | 顧中信                      | 翁文琦               | 許亞芬、廖玉琪、吳安琪、朱慧甄 羅文君、陳韋安、吳栯禔、洪雅菁                | 5                |
| 應機逗教 相由心生         | 2014年7月28日                                                                 | 許亞芬歌子戲劇坊 | 闕仙羑               |                      | 許亞芬           | 邱亮玉           | 莊家煜               | 顧中信                      | 翁文琦               | 許亞芬、羅育忠、劉元易、羅文君 古翊汎、朱慧甄、黃冠穎、陳韋安                | 5                |
| 半件毯子                  | 2014年8月4日                                                                  | 唐美雲歌仔戲團   | 廖珮宇               |                      | 唐美雲           | 劉冠良           | 劉文亮               | 顧中信                      | 翁文琦               | 唐美雲、許秀年、小 咪、許秀琴 許仙姬、吳承志、瑄 廷、黃宇臻                  | 5                |
| 慳貪者起布施心            | 2014年8月11日                                                                 | 唐美雲歌仔戲團   | 許美惠               |                      | 唐美雲           | 劉冠良           | 劉文亮               | 顧中信                      | 翁文琦               | 唐美雲、小 咪、許仙姬、吳承志 劉冠良、林芳儀、曹雃嵐、曾玫萍                 | 5                |
| 白淨證果                  | 2014年8月18日                                                                 | 唐美雲歌仔戲團   | 劉建幗               |                      | 唐美雲           | 劉冠良           | 劉文亮               | 顧中信                      | 翁文琦               | 唐美雲、小 咪、石惠君、許秀琴 許仙姬、梁芳毓、吳承志、林芳儀                 | 5                |
| 一念虔誠最上供養          | 2014年8月25日                                                                 | 唐美雲歌仔戲團   | 游雅惠 陳祥偉        |                      | 唐美雲           | 劉冠良           | 劉文亮               | 顧中信                      | 翁文琦               | 唐美雲、許秀年、小 咪、黃宇臻 瑄 廷、王婕菱、黃宇臻、林芳儀                  | 5                |
| 福慧雙修不偏倚            | 2014年9月1日                                                                  | 孫翠鳳藝文工作室 | 陳勝在 陳子楓        |                      | 陳勝發           |                  | 陳志昇               | 蔣昌言 黃景美               | 林依親               | 孫翠鳳、鄭雅升、孫詩佩、李綾真 柯進龍、林冠妃、林春華、莊玄智                | 5                |
| 大善人與小偷              | 2014年9月8日                                                                  | 孫翠鳳藝文工作室 | 康素慧               |                      | 陳勝發 陳子豪    |                  | 陳志昇               | 蔣昌言 余竹虹               | 陳淑芬               | 孫詩珮、李郁真、孫麗雅、孫采伶 張育誠、童婕渝、柯進龍、林少竣                | 5                |
| 神射手王子                | 2014年9月15日                                                                 | 孫翠鳳藝文工作室 | 林顯源               | 劉穎灝 吳秀麗        | 陳勝發           |                  | 陳孟亮               | 蔣昌言 黃景美               | 陳淑芬 翁文琦        | 孫翠鳳、李郁真、陳昭婷、邱信彰 陳昭賢、陳靖瑋、何少渝、馬麗卿                | 10               |
| 嫉妒重者起喜心            | 2014年9月29日                                                                 | 許亞芬歌子戲劇坊 | 古唯心               |                      | 許亞芬           | 劉元易           | 莊家煜               | 顧中信                      | 翁文琦               | 許亞芬、邱亮玉、朱慧甄、吳安琪 古翊汎、洪雅菁、羅文君、羅育忠                | 5                |
| 習氣如石絆人深            | 2014年10月6日                                                                 | 許亞芬歌子戲劇坊 | 闕仙羑               |                      | 許亞芬           | 劉元易           | 莊家煜               | 顧中信                      | 翁文琦               | 許亞芬、羅育麟、劉元易、羅文君 吳安琪、廖玉琪、古翊汎、朱慧甄                | 5                |
| 清淨無染見真相            | 2014年10月13日                                                                | 許亞芬歌子戲劇坊 | 闕仙羑               |                      | 許亞芬           | 邱亮玉           | 莊家煜               | 顧中信                      | 翁文琦               | 許亞芬、古翊汎、羅育麟、羅文君 朱慧甄、劉元易、廖玉琪、林夢梅                | 5                |
| 真如實相的妙法            | 2014年10月20日                                                                | 許亞芬歌子戲劇坊 | 賴嘉宸               |                      | 許亞芬           | 邱亮玉           | 莊家煜               | 顧中信                      | 翁文琦               | 許亞芬、邱亮玉、林夢梅、羅文君 羅文君、劉元易、朱慧甄、吳栯禔                | 5                |
| 狀元歸鄉                  | 2014年10月27日                                                                | 唐美雲歌仔戲團   | 廖珮宇               |                      | 唐美雲           | 劉冠良           | 劉文亮               | 顧中信                      | 翁文琦               | 唐美雲、小 咪、吳由美、許秀琴 林芳儀、吳承志、劉冠良、慧 香                  | 5                |
| 割肉餵鷹                  | 2014年11月3日                                                                 | 唐美雲歌仔戲團   | 蟬 雨                |                      | 唐美雲           |                  | 劉文亮               | 顧中信                      | 翁文琦               | 唐美雲、許秀年、小 咪、曹雅嵐 吳承志、王婕菱、黃暘驊、李國舟                 | 5                |
| 偷兒為善行正道            | 2014年11月10日                                                                | 唐美雲歌仔戲團   | 廖珮宇               |                      | 唐美雲           |                  | 劉文亮               | 顧中信                      | 翁文琦               | 唐美雲、許秀年、小 咪、許秀琴 曾玫萍、王秋冠、鄭芷芸、陳威霖                 | 5                |
| 以平等覺觀眾生界          | 2014年11月17日                                                                | 唐美雲歌仔戲團   | 游雅惠 陳祥偉        |                      | 唐美雲           |                  | 劉文亮 姬禹丞        | 蔣昌言 余竹虹               | 陳淑芬               | 唐美雲、小 咪、許仙姬、曾玫萍 吳承志、黃宇臻、張名荏、王婕菱                 | 5                |
| 直心無我一儒童            | 2014年11月24日                                                                | 孫翠鳳藝文工作室 | 因 儒                |                      | 陳勝發           |                  | 陳志昇               | 蔣昌言 黃景美               | 林依親               | 孫翠鳳、鄭雅升、孫詩珮、孫詩詠 李郁真、童婕渝、柯進龍、許美雲                | 5                |
| 離婆多遇鬼                | 2014年12月1日                                                                 | 孫翠鳳藝文工作室 | 林顯源 劉穎灝        |                      | 陳勝發           |                  | 陳志昇               | 蔣昌言 黃景美               | 林依親               | 孫翠鳳、鄭雅升、陳子豪、李郁真 童婕渝、張志忠、孫采伶、蔡燕女                | 5                |
| 熄滅心火修三昧            | 2014年12月8日                                                                 | 孫翠鳳藝文工作室 | 因 儒                |                      | 陳勝發           |                  | 陳志昇               | 黃景美                      | 林依親               | 孫翠鳳、孫詩珮、陳昭婷、李郁真 陳子豪、童婕渝、晨 翎、林少竣                 | 5                |
| 賣身供養                  | 2014年12月15日                                                                | 孫翠鳳藝文工作室 | 孫富叡               | 陳子楓               | 陳勝發           | 陳子豪           | 陳志昇               | 黃景美                      | 林依親               | 孫翠鳳、孫詩珮、陳子豪、童婕渝 柯進龍、孫采伶、何采潔、李郁真                | 5                |
| 窮書生的傳家寶            | 2014年12月22日                                                                | 許亞芬歌子戲劇坊 | 林顯源               |                      | 許亞芬           | 邱亮玉           | 莊家煜               | 顧中信                      | 翁文琦               | 許亞芬、羅文君、羅育忠、朱慧甄 廖玉琪、蕭樹義、賈雄秋、黃亦潔                | 5                |
| 最好的時機                | 2014年12月29日                                                                | 許亞芬歌子戲劇坊 | 闕仙羑               |                      | 許亞芬           | 邱亮玉           | 莊家煜               | 潘仁傑                      | 林依親               | 許亞芬、羅文君、羅育忠、古翊汎 廖玉琪、劉元易、朱慧甄、陳韋安                | 5                |
| 阿育王捨我相              | 2015年1月5日                                                                  | 許亞芬歌子戲劇坊 | 林紋守               | 陳秀真               | 許亞芬           | 邱亮玉           | 莊家煜               | 顧中信                      | 翁文琦               | 許亞芬、李靜芳、朱慧甄、吳安琪 劉元易、羅文君、吳栯禔、陳韋安                | 7                |
| 明淨本性自經營            | 2015年1月14日                                                                 | 許亞芬歌子戲劇坊 | 陳寶惠               |                      | 許亞芬           | 邱亮玉           | 莊家煜               | 潘仁傑                      | 林依親               | 許亞芬、吳安琪、朱慧甄、邱亮玉 劉元易、吳栯禔、洪雅菁、陳忞鴻                | 3                |
| 求法傳法一念心            | 2015年2月9日                                                                  | 唐美雲歌仔戲團   | 林顯源               | 劉穎灝 周啟帆        | 唐美雲           |                  | 姬禹丞               | 蔣昌言 余竹虹               | 陳淑芬 林依親 翁文琦 | 唐美雲、許秀年、小 咪、游安順 黃暘驊、吳承志、林芳儀、曾玫萍                 | 15               |
| 水流各異本性如一          | 2015年2月9日                                                                  | 唐美雲歌仔戲團   | 游雅惠 陳祥偉        |                      | 唐美雲           |                  | 姬禹丞 陳歆翰        | 蔣昌言 余竹虹               | 林依親               | 唐美雲、許秀年、小 咪、吳承志 黃宇臻、王婕菱、杜健瑋、曾玫萍                 | 5                |
| 大樹上的彩帶              | 2015年2月16日                                                                 | 孫翠鳳藝文工作室 | 王銘燦               |                      | 陳勝發           |                  | 陳志昇               | 黃景美                      | 林依親               | 孫翠鳳、孫詩珮、李郁真、童婕渝 孫采伶、林春華、羅碧蓮、張志忠                | 5                |
| 掌拳公主                  | 2015年2月23日                                                                 | 孫翠鳳藝文工作室 | 王銘燦 莫 埃         |                      | 陳勝發           |                  | 陳志昇               | 蔣昌言 黃景美               | 林依親               | 孫翠鳳、陳昭婷、孫詩珮、李郁真 陳子豪、晨 翎、廖珮宇、林春華                 | 10               |
| 五世母子                  | 2015年3月9日                                                                  | 孫翠鳳藝文工作室 | 因 儒                |                      | 陳勝發           |                  | 陳志昇               | 蔣昌言 黃景美               | 林依親               | 孫翠鳳、鄭雅升、陳昭婷、孫詩珮 李郁真、孫采伶、羅碧蓮、廖珮宇                | 5                |
| 恆持剎那初發心            | 2015年3月16日                                                                 | 許亞芬歌子戲劇坊 | 闕仙羑               |                      | 許亞芬           | 邱亮玉           | 莊家煜               | 潘仁傑                      | 翁文琦               | 許亞芬、古翊汎、朱慧甄、羅文君 劉元易、廖玉琪、謝玉如、蕭樹義                | 5                |
| 深生信心去疑求法          | 2015年3月23日                                                                 | 許亞芬歌子戲劇坊 | 賴嘉宸               |                      | 許亞芬           | 邱亮玉           | 莊家煜               | 潘仁傑                      | 翁文琦               | 許亞芬、林夢梅、吳安琪、古翊汎 廖玉琪、羅文君、羅育忠、李佩涵                | 5                |
| 阿難化瓜                  | 2015年3月30日                                                                 | 許亞芬歌子戲劇坊 | 賴嘉宸               |                      | 許亞芬           | 邱亮玉           | 莊家煜               | 潘仁傑                      | 翁文琦               | 許亞芬、吳安琪、古翊汎、廖玉琪 朱慧甄、洪雅菁、羅文君、劉元易                | 5                |
| 懈怠貪著當警惕            | 2015年4月6日                                                                  | 許亞芬歌子戲劇坊 | 吳秀鶯               |                      | 許亞芬           | 邱亮玉           | 莊家煜               | 潘仁傑                      | 翁文琦               | 許亞芬、羅文君、洪雅菁、古翊汎 劉元易、朱慧甄、廖玉琪、謝玉如                | 5                |
| 佛度五比丘                | 2015年4月13日                                                                 | 唐美雲歌仔戲團   | 陳健星               |                      | 唐美雲           |                  | 姬禹丞 陳歆翰        | 余竹虹                      | 陳貞諭               | 唐美雲、許秀年、吳承志、吳奇聰 曾玫萍、王婕菱、杜健瑋、李璟妮                | 10               |
| 波斯匿王的醜公主          | 2015年4月27日                                                                 | 唐美雲歌仔戲團   | 許美惠               |                      | 唐美雲           |                  | 姬禹丞 陳歆翰        | 蔣昌言                      | 翁文琦               | 唐美雲、許秀年、小 咪、吳承志 瑄 廷、楊雅如、曾玫萍、李璟妮                  | 5                |
| 善惡一念心                | 2015年5月4日                                                                  | 唐美雲歌仔戲團   | 二 燈                |                      | 唐美雲           |                  | 姬禹丞 陳歆翰        | 蔣昌言 黃景美               | 林依親               | 唐美雲、許秀年、王秋冠、吳承志 王婕菱、黃宇臻、杜健瑋、黃晨喻                | 5                |
| 摩男的選擇                | 2015年5月11日                                                                 | 孫翠鳳藝文工作室 | 薛恭貴               |                      | 陳勝發           |                  | 陳志昇               | 黃景美                      | 林依親               | 孫翠鳳、孫詩珮、陳昭婷、李郁真 何思佑、林少竣、童婕渝、莊玄智                | 5                |
| 以愛化仇                  | 2015年5月19日                                                                 | 孫翠鳳藝文工作室 | 林顯源               | 劉穎灝 吳秀麗        | 陳勝發           |                  | 陳志昇               | 蔣昌言 黃景美               | 翁文琦 林依親        | 孫翠鳳、孫詩珮、陳昭婷、李郁真 孫采伶、林少竣、莊玄智、周淳安                | 10               |
| 貪財與布施                | 2015年6月1日                                                                  | 孫翠鳳藝文工作室 | 王銘燦               |                      | 孫翠鳳           |                  | 陳志昇               | 蔣昌言 黃景美               | 陳淑芬               | 孫翠鳳、陳昭婷、翁妙嬅、李郁真 翁妙嬅、孫采伶、陳子豪、林少竣                | 5                |
| 戰迦羅比丘尼出家因緣      | 2015年6月8日                                                                  | 許亞芬歌子戲劇坊 | 賴嘉宸               |                      | 許亞芬           | 邱亮玉           | 莊家煜               | 潘仁傑                      | 翁文琦               | 許亞芬、邱亮玉、吳安琪、羅文君 朱慧甄、洪雅菁、陳韋安、蕭樹義                | 5                |
| 行於大菩提道              | 2015年6月15日                                                                 | 許亞芬歌子戲劇坊 | 吳秀鶯               |                      | 許亞芬           | 邱亮玉           | 莊家煜               | 潘仁傑                      | 蔡昌倫               | 許亞芬、古翊汎、廖玉琪、朱慧甄 林夢梅、洪雅菁、劉元易、陳韋安                | 5                |
| 因緣而生戒慎三業          | 2015年6月22日                                                                 | 許亞芬歌子戲劇坊 | 闕仙羑               |                      | 許亞芬           | 邱亮玉           | 莊家煜               | 潘仁傑                      | 翁文琦               | 許亞芬、吳安琪、羅文君、羅育忠 古翊汎、朱慧甄、陳韋安、林培殷                | 5                |
| 舍利弗傳法                | 2015年6月29日                                                                 | 許亞芬歌子戲劇坊 | 賴嘉宸               |                      | 許亞芬           | 邱亮玉           | 莊家煜               | 潘仁傑                      | 翁文琦               | 許亞芬、古翊汎、陳韋安、羅文君 謝玉如、廖玉琪、朱慧甄、洪雅菁                | 5                |
| 老禪師的寶物              | 2015年7月6日                                                                  | 唐美雲歌仔戲團   | 陳健星               |                      | 唐美雲           |                  | 姬禹丞 陳歆翰        | 顧中信                      | 陳淑芬               | 唐美雲、許秀年、小 咪、吳承志 瑄 廷、曾玫萍、黃宇臻、李璟妮                  | 5                |
| 心在哪裡                  | 2015年7月13日                                                                 | 唐美雲歌仔戲團   | 蟬 雨                |                      | 唐美雲           |                  | 姬禹丞 陳歆翰        | 余竹虹                      | 陳淑芬               | 唐美雲、許秀年、小 咪、許仙姬 吳承志、瑄 廷、黃宇臻、王婕菱                  | 5                |
| 善見福緣                  | 2015年7月20日                                                                 | 唐美雲歌仔戲團   | 游雅惠 陳祥偉        |                      | 唐美雲           |                  | 姬禹丞 陳歆翰        | 余竹虹                      | 翁文琦               | 唐美雲、許秀年、小 咪、許仙姬 吳承志、瑄 廷、曾玫萍、王婕菱                  | 5                |
| 波斯匿王減胖記            | 2015年7月27日                                                                 | 唐美雲歌仔戲團   | 陳健星               |                      | 唐美雲           |                  | 姬禹丞 陳歆翰        | 余竹虹                      | 翁文琦               | 唐美雲、許秀年、小 咪、許仙姬 吳承志、王婕菱、杜健瑋、李 嘉                  | 5                |
| 仁慈的長壽王              | 2015年8月3日                                                                  | 孫翠鳳藝文工作室 | 林顯源               | 劉穎灝 許昳婷 王岩芳 | 陳勝發           |                  | 陳志昇               | 蔣昌言 黃景美               | 翁文琦 陳淑芬 高雅琦 | 孫翠鳳、鄭雅升、陳昭婷、李郁真 陳子豪、孫采伶、林少竣、莊玄智                | 10               |
| 五不死薄拘羅              | 2015年8月17日                                                                 | 孫翠鳳藝文工作室 | 薛恭貴               |                      | 陳勝發           |                  | 陳志昇               | 蔣昌言 黃景美               | 翁文琦               | 孫翠鳳、鄭雅升、李郁真、周淳安 莊玄智、孫采伶、林少竣、何采潔                | 8                |
| 千里之路始於初步          | 2015年8月27日                                                                 | 許亞芬歌子戲劇坊 | 吳秀鶯               |                      | 許亞芬           | 邱亮玉           | 莊家煜               | 顧中信                      | 翁文琦               | 許亞芬、古翊汎、吳安琪、廖玉琪 朱慧甄、吳栯禔、黃柔薰、洪雅菁                | 2                |
| 活菩薩                    | 2015年8月31日                                                                 | 許亞芬歌子戲劇坊 | 闕仙羑               |                      | 許亞芬           | 邱亮玉           | 莊家煜               | 潘仁傑                      | 翁文琦               | 許亞芬、廖玉琪、羅文君、吳安琪 朱慧甄、洪雅菁、劉元易、林尹襄                | 5                |
| 釋提桓因發願持戒          | 2015年9月7日                                                                  | 許亞芬歌子戲劇坊 | 賴嘉宸               |                      | 許亞芬           | 邱亮玉           | 莊家煜               | 潘仁傑                      | 翁文琦               | 許亞芬、張孟逸、古翊汎、廖玉琪 朱慧甄、蔡聖偉、羅文君、劉元易                | 5                |
| 以法攝心塵不揚            | 2015年9月14日                                                                 | 許亞芬歌子戲劇坊 | 吳秀鶯               |                      | 許亞芬           | 邱亮玉           | 莊家煜               | 潘仁傑                      | 翁文琦               | 許亞芬、古翊汎、羅育忠、謝玉如 廖玉琪、洪雅菁、羅文君、朱慧甄                | 5                |
| 敗家子與富乞丐            | 2015年9月21日                                                                 | 許亞芬歌子戲劇坊 | 吳秀鶯               |                      | 許亞芬           | 邱亮玉           | 莊家煜               | 潘仁傑                      | 翁文琦               | 許亞芬、張孟逸、古翊汎、羅育忠 廖玉琪、洪雅菁、羅文君、朱慧甄                | 5                |
| 貧婦的七寶宮殿            | 2015年9月28日                                                                 | 唐美雲歌仔戲團   | 蟬 雨                |                      | 唐美雲           |                  | 姬禹丞 陳歆翰        | 潘仁傑                      | 翁文琦               | 唐美雲、許秀年、小 咪、許秀琴 吳承志、王婕菱、曾玫萍、洪 馗                  | 5                |
| 清淨離染著                | 2015年10月5日                                                                 | 唐美雲歌仔戲團   | 游雅惠 陳祥偉        |                      | 唐美雲           |                  | 姬禹丞 陳歆翰        | 余竹虹                      | 陳淑芬               | 唐美雲、許秀年、小 咪、暘 驊 吳承志、黃晨喻、王婕菱、曾玫萍                  | 5                |
| 光明皇后                  | 2015年10月12日                                                                | 唐美雲歌仔戲團   | 林顯源 劉穎灝        |                      | 唐美雲           |                  | 姬禹丞 陳歆翰        | 余竹虹                      | 陳淑芬               | 唐美雲、許秀年、小 咪、許仙姬 暘 驊、吳承志、王婕菱、黃宇臻                  | 10               |
| 借境明智益精進            | 2015年10月26日                                                                | 許亞芬歌子戲劇坊 | 闕仙羑               |                      | 許亞芬           | 邱亮玉           | 莊家煜               | 潘仁傑                      | 翁文琦               | 許亞芬、古翊汎、廖玉琪、朱慧甄 邱亮玉、洪雅菁、黃若涵、張燕玲                | 5                |
| 兩個富有長者的金錢觀      | 2015年11月2日                                                                 | 許亞芬歌子戲劇坊 | 闕仙羑               |                      | 許亞芬           | 邱亮玉           | 莊家煜               | 潘仁傑                      | 翁文琦               | 許亞芬、古翊汎、廖玉琪、劉冠良 洪雅菁、闕辰芳、劉元易、張燕玲                | 5                |
| 生死極苦                  | 2015年11月9日                                                                 | 唐美雲歌仔戲團   | 游雅惠 陳祥偉        |                      | 唐美雲           |                  | 姬禹丞 陳歆翰        | 余竹虹                      | 陳淑芬               | 唐美雲、小 咪、許秀琴、吳承志 曾玫萍、王婕菱、吳閔真、杜健瑋                 | 5                |
| 寶篋鏡喻                  | 2015年11月16日                                                                | 唐美雲歌仔戲團   | 劉穎灝 游雅惠 陳祥偉 |                      | 唐美雲           |                  | 姬禹丞 陳歆翰        | 余竹虹                      | 陳淑芬               | 小 咪、許秀年、吳承志、曾玫萍 黃晨喻、王婕菱、吳閔真、杜健瑋                 | 5                |
| 婆私吒喪子                | 2015年11月23日                                                                | 唐美雲歌仔戲團   | 游雅惠 陳祥偉        |                      | 唐美雲           |                  | 姬禹丞 陳歆翰        | 余竹虹                      | 陳淑芬               | 唐美雲、許秀年、小 咪、王婕菱 黃晨喻、曾玫萍、吳承志、杜健瑋                 | 5                |
| 貢高我慢青蓮華            | 2015年11月30日                                                                | 唐美雲歌仔戲團   | 游雅惠 陳祥偉        |                      | 唐美雲           |                  | 姬禹丞 陳歆翰        | 余竹虹                      | 陳淑芬               | 唐美雲、小 咪、吳承志、瑄 廷 曾玫萍、王婕菱、張名荏、杜健瑋                  | 5                |
| 成佛因緣累世具            | 2015年12月7日                                                                 | 許亞芬歌子戲劇坊 | 闕仙羑               |                      | 許亞芬           | 邱亮玉           | 莊家煜               | 潘仁傑                      | 林依親               | 許亞芬、張孟逸、古翊汎、廖玉琪 黃若涵、劉元易、張燕玲、劉冠良                | 5                |
| 女人的清淨之愛            | 2015年12月14日                                                                | 許亞芬歌子戲劇坊 | 林紋守               |                      | 許亞芬           | 邱亮玉           | 莊家煜               | 潘仁傑                      | 林依親               | 許亞芬、張孟逸、古翊汎、廖玉琪 廖欣慈、邱亮玉、張燕玲、劉冠良                | 5                |
| 無邊眾生誓願度            | 2015年12月21日                                                                | 許亞芬歌子戲劇坊 | 闕仙羑               |                      | 許亞芬           | 邱亮玉           | 莊家煜               | 潘仁傑                      | 林依親               | 許亞芬、古翊汎、廖玉琪、劉冠良 洪雅菁、張燕玲、廖欣慈、沈東生                | 5                |
| 化解無緣變善緣            | 2015年12月28日                                                                | 許亞芬歌子戲劇坊 | 闕仙羑               |                      | 許亞芬           | 邱亮玉           | 莊家煜               | 潘仁傑                      | 林依親               | 許亞芬、古翊汎、廖玉琪、吳米娜 黃若涵、劉冠良、劉元易、洪雅菁                | 5                |
| 摩訶拘絺鑼                | 2016年1月4日                                                                  | 唐美雲歌仔戲團   | 廖珮宇               |                      | 唐美雲           |                  | 姬禹丞 陳歆翰        | 余竹虹                      | 陳淑芬               | 唐美雲、許秀年、小 咪、黃宇臻 黃暘驊、王婕菱、吳承志、曾玫萍                 | 5                |
| 愛惜慧命                  | 2016年1月11日                                                                 | 唐美雲歌仔戲團   | 王曉雲               |                      | 唐美雲           |                  | 姬禹丞 陳歆翰        | 余竹虹                      | 陳淑芬 蔡珮斳        | 唐美雲、許秀年、小 咪、吳承志 王婕菱、杜健瑋、曾玫萍、黃晨喻                 | 5                |
| 佛度毘低羅                | 2016年1月18日                                                                 | 唐美雲歌仔戲團   | 游雅惠 陳祥偉        |                      | 唐美雲           |                  | 姬禹丞 陳歆翰        | 余竹虹                      | 林依親               | 唐美雲、許秀年、小 咪、黃暘驊 吳承志、曾玫萍、王婕菱、杜健瑋                 | 5                |
| 鳥聞法生天感恩            | 2016年1月25日                                                                 | 唐美雲歌仔戲團   | 游雅惠 陳祥偉        |                      | 唐美雲           |                  | 姬禹丞 陳歆翰        | 余竹虹                      | 高雅琦               | 唐美雲、許仙姬、王婕菱、曾玫萍 黃暘驊、吳承志、黃宇臻、李璟妮                | 5                |
| 雪山仙人                  | 2016年2月1日                                                                  | 孫翠鳳藝文工作室 | 因 儒                |                      | 陳勝發           |                  | 陳志昇               | 蔣昌言 黃景美               | 陳淑芬               | 孫翠鳳、鄭雅升、孫詩珮、李綾真 莊玄智、林少竣、孫采伶、林京瑋                | 5                |
| 秀才狀元夢                | 2016年2月8日                                                                  | 孫翠鳳藝文工作室 | 因 儒                |                      | 陳勝發           |                  | 陳志昇               | 蔣昌言 黃景美               | 林依親               | 孫翠鳳、陳昭婷、李綾真、孫采伶 林少竣、林京瑋、周淳安、廖正茵                | 5                |
| 老鞋匠的國王夢            | 2016年2月15日                                                                 | 孫翠鳳藝文工作室 | 孫富叡               | 孫采伶 何芹慧        | 陳勝發           |                  | 陳志昇               | 黃景美                      | 陳淑芬               | 孫翠鳳、翁妙嬅、陳子豪、李郁真 林少竣、孫采伶、廖珮宇、廖正茵                | 5                |
| 王力與業力                | 2016年2月22日                                                                 | 孫翠鳳藝文工作室 | 李孟津               |                      | 陳勝發           |                  | 陳志昇               | 黃景美                      | 林依親               | 孫翠鳳、鄭雅升、孫詩珮、李郁真 洪晨翎、張瑄庭、劉建華、廖正茵                | 5                |
| 恩愛乃痛苦根源            | 2016年2月29日                                                                 | 許亞芬歌子戲劇坊 | 林紋守               |                      | 許亞芬           | 邱亮玉           | 莊家煜               | 潘仁傑                      | 翁文琦               | 許亞芬、古翊汎、廖玉琪、廖欣慈 張燕玲、劉元易、沈東生、洪雅菁                | 5                |
| 跋提國王的歡喜心          | 2016年3月7日                                                                  | 許亞芬歌子戲劇坊 | 闕仙羑               |                      | 許亞芬           | 邱亮玉           | 莊家煜               | 潘仁傑                      | 翁文琦               | 許亞芬、古翊汎、廖玉琪、吳栯褆 闕辰芳、劉元易、劉冠良、洪雅菁                | 5                |
| 六群比丘                  | 2016年3月14日                                                                 | 許亞芬歌子戲劇坊 | 闕仙羑               |                      | 許亞芬           | 邱亮玉           | 莊家煜               | 潘仁傑                      | 翁文琦               | 許亞芬、古翊汎、劉元易、黃駿雄 劉冠良、沈東生、黃冠穎、鄭聖儒                | 5                |
| 至心求道的堅眾居士        | 2016年3月21日                                                                 | 許亞芬歌子戲劇坊 | 李歸元               |                      | 許亞芬           | 邱亮玉           | 莊家煜               | 潘仁傑                      | 林依親               | 許亞芬、古翊汎、廖玉琪、沈東生 劉元易、廖欣慈、吳米娜、張燕玲                | 5                |
| 七種布施                  | 2016年3月28日                                                                 | 唐美雲歌仔戲團   | 游雅惠 陳祥偉        |                      | 唐美雲           |                  | 姬禹安 陳歆翰        | 余竹虹                      | 翁文琦               | 唐美雲、許秀年、小 咪、吳承志 曾玫萍、杜健瑋、王婕菱、吳宜蓁                 | 5                |
| 知苦明諦                  | 2016年4月4日                                                                  | 唐美雲歌仔戲團   | 莊士鋐               |                      | 唐美雲           |                  | 姬禹安 陳歆翰        | 余竹虹                      | 林依親               | 唐美雲、小 咪、瑄 廷、吳承志 王婕菱、李 嘉、李謹年、慧 香                    | 5                |
| 貪著當捨離                | 2016年4月11日                                                                 | 唐美雲歌仔戲團   | 莊士鋐               |                      | 唐美雲           |                  | 姬禹安 陳歆翰        | 余竹虹                      | 陳淑芬               | 唐美雲、許秀年、小 咪、杜健瑋 王婕菱、吳承志、洪 馗、李 嘉                   | 5                |
| 再生受福                  | 2016年4月18日                                                                 | 唐美雲歌仔戲團   | 莊士鋐 司馬文心      |                      | 唐美雲           |                  | 姬禹丞 陳歆翰        | 余竹虹                      | 陳淑芬               | 唐美雲、小 咪、王婕菱、曾玫萍 吳承志、洪 馗、杜健瑋、吳閔真                  | 5                |
| 老比丘的煩惱              | 2016年4月25日                                                                 | 唐美雲歌仔戲團   | 游雅惠 陳祥偉        |                      | 唐美雲           |                  | 姬禹安 陳歆翰        | 余竹虹                      | 陳淑芬               | 唐美雲、許秀年、小 咪、吳承志 王婕菱、張名荏、杜健瑋、黃晨喻                 | 5                |
| 五濁之患                  | 2016年5月2日                                                                  | 許亞芬歌子戲劇坊 | 闕仙羑               |                      | 許亞芬           | 邱亮玉           | 莊家煜               | 潘仁傑                      | 林依親               | 許亞芬、古翊汎、廖玉琪、劉冠良 洪雅菁、沈東生、謝玉如、劉元易                | 5                |
| 黃金如毒蛇                | 2016年5月9日                                                                  | 許亞芬歌子戲劇坊 | 闕仙羑               |                      | 許亞芬           | 邱亮玉           | 莊家煜               | 潘仁傑                      | 翁文琦               | 許亞芬、古翊汎、黃冠穎、黃駿雄 劉元易、邱亮玉、洪雅菁、廖玉琪                | 5                |
| 獨角牛拉車                | 2016年5月16日                                                                 | 唐美雲歌仔戲團   | 游雅惠 陳祥偉        |                      | 唐美雲           |                  | 姬禹安 陳歆翰        | 余竹虹                      | 林依親               | 唐美雲、許秀年、小 咪、王婕菱 吳承志、杜健瑋、游惠琪、曾玫萍                 | 5                |
| 佛度鬼子母                | 2016年5月23日                                                                 | 唐美雲歌仔戲團   | 林顯源 劉穎灝        |                      | 唐美雲           |                  | 姬禹安 陳歆翰        | 余竹虹                      | 陳淑芬               | 唐美雲、許秀年、小 咪、黃宇臻 曾玫萍、王婕菱、吳承志、杜健瑋                 | 5                |
| 四聖諦世難明              | 2016年5月30日                                                                 | 唐美雲歌仔戲團   | 莊士鋐               |                      | 唐美雲           |                  | 姬禹丞 陳歆翰        | 余竹虹                      | 陳淑芬               | 唐美雲、小 咪、王婕菱、杜建瑋 李 嘉、洪 馗、李謹年、張名荏                   | 5                |
| 日難王棄國學道            | 2016年6月6日                                                                  | 孫翠鳳藝文工作室 | 王銘燦               |                      | 陳勝發           |                  | 陳志昇               | 黃景美                      | 陳淑芬               | 孫翠鳳、陳昭婷、陳昭賢、李郁真 孫采伶、廖珮宇、劉建華、廖正茵                | 5                |
| 心魔千指串                | 2016年6月13日                                                                 | 孫翠鳳藝文工作室 | 因 儒                |                      | 陳勝發           |                  | 陳志昇               | 蔣昌言 陳君毅               | 林依親               | 孫翠鳳、陳昭婷、陳子豪、晨 翎 李郁真、廖珮宇、張志忠、莊玄智                 | 5                |
| 國王身施為奴              | 2016年6月20日                                                                 | 孫翠鳳藝文工作室 | 王銘燦               |                      | 陳勝發           |                  | 陳志昇               | 蔣昌言 陳君毅               | 林依親               | 孫翠鳳、陳昭婷、李郁真、翁妙嬅 陳昭賢、林少竣、廖珮宇、廖正茵                | 5                |
| 魚籃女度馬郎              | 2016年6月27日                                                                 | 孫翠鳳藝文工作室 | 薛恭貴               |                      | 陳勝發           |                  | 陳志昇               | 蔣昌言 陳君毅               | 陳淑芬               | 孫翠鳳、陳昭婷、孫詩佩、李郁真 蔡羽謙、楊政憲、田志瀚、張志忠                | 5                |
| 未說法如林中葉            | 2016年7月4日                                                                  | 唐美雲歌仔戲團   | 莊士鋐               |                      | 唐美雲           |                  | 姬禹丞 姬禹安 陳歆翰 | 余竹虹                      | 林依親 翁文琦        | 唐美雲、小 咪、黃宇臻、吳承志 王婕菱、李璟妮、李 嘉、吳宜蓁                  | 10               |
| 五百采女聞法記            | 2016年7月18日                                                                 | 唐美雲歌仔戲團   | 游雅惠 陳祥偉        |                      | 唐美雲           |                  | 姬禹丞 陳歆翰        | 余竹虹                      | 林依親               | 唐美雲、許秀年、小 咪、曾玫萍 張名荏、鄭芷芸、邱亮玉、王婕菱                 | 5                |
| 割肉供養誓成佛            | 2016年7月25日                                                                 | 唐美雲歌仔戲團   | 莊士鋐               |                      | 唐美雲           |                  | 姬禹丞 姬沛瑩        | 余竹虹                      | 林依親               | 唐美雲、許秀年、小 咪、杜健瑋 洪 馗、王婕菱、吳宜蓁、李怡慧                  | 5                |
| 貧者之歌                  | 2017年4月3日                                                                  | 孫翠鳳藝文工作室 | 李孟津               |                      | 陳勝發           |                  | 陳志昇               | 蔣昌言 陳君毅               | 陳淑芬               | 孫翠鳳、孫詩珮、陳昭婷、孫麗雅 陳子豪、晨 翎、孫采伶、莊玄智                 | 5                |
| 心念造因果                | 2017年4月10日                                                                 | 孫翠鳳藝文工作室 | 林顯源 劉穎灝        |                      | 陳勝發           |                  | 陳志昇               | 蔣昌言 陳君毅               | 翁文琦               | 孫翠鳳、陳昭婷、李郁真、廖正茵 林少竣、張志忠、孫采伶、周淳安                | 5                |
| 宰相之子                  | 2017年4月17日                                                                 | 孫翠鳳藝文工作室 | 廖珮宇               |                      | 陳勝發           |                  | 陳志昇               | 蔣昌言 陳君毅               | 林依親               | 孫翠鳳、孫詩珮、陳子豪、晨 翎 羅碧蓮、林少竣、周淳安、莊玄智                 | 5                |
| 王子與仙人                | 2017年4月24日                                                                 | 孫翠鳳藝文工作室 | 因 儒                |                      | 陳勝發           |                  | 陳志昇               | 蔣昌言 陳君毅               | 陳淑芬               | 孫翠鳳、陳昭婷、李郁真、柯進龍 林少竣、蔡羽謙、周淳安、周淮安                | 5                |
| 難忘世樂四比丘            | 2017年5月1日                                                                  | 唐美雲歌仔戲團   | 林顯源 劉穎灝        |                      | 唐美雲           |                  | 姬君達 陳歆翰        | 余竹虹                      | 林依親               | 唐美雲、小 咪、杜健瑋、廖恩德 李 嘉、鄭芷芸、游惠琪、張名荏                  | 5                |
| 無明妄生煩惱火            | 2017年5月8日                                                                  | 唐美雲歌仔戲團   | 莊士鋐               |                      | 唐美雲           |                  | 姬君達 陳歆翰        | 余竹虹                      | 林依親               | 唐美雲、小 咪、劉元易、廖恩德 杜健瑋、李 嘉、王婕菱、曾玫萍                  | 5                |
| 檀彌離長者                | 2017年5月15日                                                                 | 唐美雲歌仔戲團   | 林顯源 劉穎灝        |                      | 唐美雲           |                  | 姬君達 陳歆翰        | 余竹虹                      | 陳淑芬               | 唐美雲、小 咪、杜健瑋、曾玫萍 鄭芷芸、黃晨喻、李 嘉、吳旻真                  | 5                |
| 多生罪業一生報            | 2017年5月22日                                                                 | 唐美雲歌仔戲團   | 尤雅惠 陳祥偉        |                      | 唐美雲           |                  | 姬君達 陳歆翰        | 余竹虹                      | 陳淑芬               | 唐美雲、小 咪、鄭芷芸、劉元易 游惠琪、林尹襄、黃晨喻、王婕菱                 | 5                |
| 其它特別節目              |                                                                               |                  |                      |                      |                  |                  |                      |                             |                      |                                                                              |                  |
| 劇目名稱                  | 播放日期                                                                      | 演出劇團         | 編 劇                | 助理編劇             | 導 演            | 副導演           | 音樂設計             | 導 播                       | 助理導播             | 主要演員                                                                     | 集數             |
| 光目女救母                | 2012年9月1日 七月吉祥月祈福會 中正紀念堂兩廳院 藝文廣場 演出實況              | 唐美雲歌仔戲團   | 陳健星               |                      | 唐美雲           | 劉冠良           | 劉文亮               |                             |                      | 唐美雲、小 咪、石惠君、吳明志                                                | 1                |
| 目犍連救母                | 2012年9月2日 七月吉祥月祈福會 中正紀念堂兩廳院 藝文廣場 演出實況              | 許亞芬歌子戲劇坊 | 林顯源               | 劉穎灝 朱 睿         | 許亞芬           | 劉元易           | 莊家煜               |                             |                      | 許亞芬、吳安琪、許麗坤、邱亮玉 蔡聖偉、羅育忠、劉元易、盧盈均                | 1                |
| 簡樸增長慈悲心            | 2013年2月11日 《菩提禪心》 新春特別節目                                       | 唐美雲歌仔戲團   | 許美惠               |                      | 唐美雲           | 劉冠良           | 劉文亮               | 顧中信                      | 翁文琦               | 唐美雲、許秀年、小 咪、許仙姬 許秀琴、吳由美、曹雃嵐、劉冠良                 | 1                |
| 真善涵養智慧愛            | 2013年2月12日 《菩提禪心》 新春特別節目                                       | 唐美雲歌仔戲團   | 許美惠               |                      | 唐美雲           | 劉冠良           | 劉文亮               | 顧中信                      | 翁文琦               | 唐美雲、許秀年、小 咪、曹雅嵐 曾玫萍、劉冠良                                 | 1                |
| 度化獵戶                  | 2013年8月10日 七月吉祥月祈福會 台中靜思堂 演出直播                            | 孫翠鳳藝文工作室 | 陳子楓               |                      | 孫翠鳳           |                  |                      |                             | 陳志昇               | 孫翠鳳、鄭雅升、陳玄宙、陳昭婷 陳子豪、陳昭賢、李綾真、陳冠叡                | 1                |
| 色空無定相                | 2013年8月18日 七月吉祥月祈福會 桃園靜思堂 演出直播                            | 許亞芬歌子戲劇坊 | 林顯源               | 陳 新                | 許亞芬           |                  | 莊家煜               |                             |                      | 許亞芬、李靜芳、吳安琪、朱慧甄 羅育忠、羅文君、吳栯禔、劉元易                | 1                |
| 光目女救母                | 2013年8月25日 七月吉祥月祈福會 高雄靜思堂 演出直播                            | 唐美雲歌仔戲團   | 陳健星               |                      | 唐美雲           | 劉冠良           | 劉文亮               |                             |                      | 唐美雲、小 咪、石惠君、吳承志 林芳儀                                         | 1                |
| 歡喜吉祥年                | 2014年1月31日 善念迎春長智慧 新春特別節目                                     | 許亞芬歌子戲劇坊 | 林顯源               |                      | 許亞芬           |                  | 莊家煜               |                             |                      | 許亞芬、吳安琪、羅文君、廖玉琪 洪雅菁、劉元易                                | 1                |
| 因緣錯失難再復            | 2014年1月31日 善念迎春長智慧 新春特別節目                                     | 許亞芬歌子戲劇坊 | 林顯源               |                      | 許亞芬           |                  | 莊家煜               |                             |                      | 許亞芬、吳安琪、羅文君、廖玉琪 洪雅菁、劉元易                                | 1                |
| 遵佛遺教                  | 2014年8月10日 七月吉祥月祈福會 彰化靜思堂 現場直播                            | 許亞芬歌子戲劇坊 | 林紋守               |                      | 許亞芬           | 邱亮玉           | 莊家煜               |                             |                      | 許亞芬、吳安琪、古翊汎、劉元易 羅育忠、羅文君、顧心如、朱慧甄                | 1                |
| 龍王感化大鵬鳥            | 2015年2月19日 吉祥迎春福富足 新春特別節目                                     | 唐美雲歌仔戲團   | 林顯源               |                      | 唐美雲           |                  | 姬禹丞 陳歆翰        | 余竹虹                      |                      | 唐美雲、許秀年、小 咪、曾玫萍 王婕菱、杜健瑋、洪 馗、李 嘉                   | 1                |
| 山伯英台遊冬山            | 2015年8月23日 清淨在源頭－ 向環保志工致敬 特別節目                            | 唐美雲歌仔戲團   | 林顯源 許美惠        |                      | 唐美雲           |                  | 姬禹丞 陳歆翰        | 黃景美                      | 翁文琦 陳君毅        | 唐美雲、王婕菱、曾玫萍、杜健瑋 黃晨喻、張名荏、李 嘉、吳宜蓁                 | 1                |
| 搭渡                      | 2016年2月8日 樂音飄揚迎新春 新春特別節目                                      | 唐美雲歌仔戲團   | 林顯源               |                      | 唐美雲           |                  |                      | 蔣昌言 陳君毅 潘仁傑        | 張翡珊 翁文琦        | 唐美雲、許秀年、小 咪、黃宇臻                                                | 1                |
| 光目女救母                | 2016年8月5日 齋戒 護生 愛大地 七月吉祥報親恩 中正紀念堂兩廳院藝文廣場演出直播 | 唐美雲歌仔戲團   | 陳健星               |                      | 唐美雲           |                  | 劉文亮               |                             |                      | 鄭芷芸、張名荏、陳韋安                                                       | 1                |
| 求法傳法一念心 玄奘法師傳 | 2016年8月6日 齋戒 護生 愛大地 七月吉祥報親恩 中正紀念堂兩廳院藝文廣場演出直播 | 唐美雲歌仔戲團   | 林顯源               | 劉穎灝周啟帆         | 唐美雲           |                  | 姬禹丞               |                             |                      | 唐美雲、許秀年、黃宇臻、林芳儀 廖恩德、張燕玲、闕辰芳、李璟妮                | 1                |
| 六牙象王                  | 2016年8月7日 齋戒 護生 愛大地 七月吉祥報親恩 中正紀念堂兩廳院藝文廣場演出直播 | 孫翠鳳藝文工作室 | 孫富叡               |                      | 孫翠鳳           | 陳子豪           | 陳孟亮               |                             |                      | 孫翠鳳、陳昭婷、孫詩詠、孫詩珮 晨 翎                                         | 1                |
| 《高僧傳》                |                                                                               |                  |                      |                      |                  |                  |                      |                             |                      |                                                                              |                  |
| 劇目名稱                  | 播放日期                                                                      | 演出劇團         | 編劇                 | 助理編劇             | 導演             | 副導演           | 音樂設計             | 導播                        | 助理導播             | 主要演員                                                                     | 集數             |
| 玄奘法師                  | 2016年11月7日                                                                 | 唐美雲歌仔戲團   | 林顯源 劉穎灝        | 周啟帆               | 唐美雲           |                  | 姬君達 陳歆翰        | 蔣昌言 余竹虹               | 陳淑芬 林依親        | 唐美雲、許秀年、小 咪、林芳儀 游安順、曾玫萍、黃宇臻                         | 20               |
| 鑑真大和尚                | 2016年12月5日                                                                 | 唐美雲歌仔戲團   | 林顯源 劉穎灝        | 朱 睿                | 唐美雲           |                  | 姬君達 陳歆翰        | 蔣昌言 余竹虹               | 林依親 翁文琦        | 唐美雲、許秀年、小 咪、林芳儀、黃宇臻                                        | 20               |
| 鳩摩羅什                  | 2017年1月2日                                                                  | 唐美雲歌仔戲團   | 林顯源 劉穎灝        | 朱 睿                | 唐美雲           |                  | 姬君達 陳歆翰        | 蔣昌言 余竹虹               | 陳淑芬               | 唐美雲、許秀年、小 咪 林芳儀、曾玫萍、黃宇臻                                 | 20               |
| 弘一法師                  | 2017年1月30日                                                                 | 孫翠鳳藝文工作室 | 林顯源 劉穎灝        |                      | 韋以丞           |                  | 陳孟亮               | 蔣昌言 陳君毅               | 林依親 翁文琦        | 孫翠鳳、孫詩珮、陳昭婷、陳昭賢 陳子豪、李郁真、陳彥名                        | 20               |
| 六祖惠能                  | 2017年2月27日                                                                 | 唐美雲歌仔戲團   | 陳健星               |                      | 唐美雲           |                  | 姬君達 陳歆翰        | 蔣昌言 余竹虹               | 林依親               | 唐美雲、許秀年、小 咪、王金櫻 許仙姬、林芳儀、王 燦、游安順                  | 25               |
| 安世高                    | 2017年8月7日                                                                  | 孫翠鳳藝文工作室 | 林顯源 劉穎灝        |                      | 韋以丞           |                  | 陳志昇               | 蔣昌言 余竹虹               | 陳淑芬               | 孫翠鳳、高玉珊、孫詩珮、陳昭婷 陳子豪、陳昭賢、李郁真、陳彥名                | 20               |
| 法顯大師                  | 2017年10月2日                                                                 | 唐美雲歌仔戲團   | 莊士鋐               |                      | 唐美雲           |                  | 姬君達 陳歆翰        | 蔣昌言 陳君毅               | 林依親 翁文琦        | 唐美雲、許秀年、小 咪、石 英 鄭仲茵、林芳儀、黃宇臻                          | 25               |
| 窺基法師                  | 2017年12月4日                                                                 | 孫翠鳳藝文工作室 | 林紋守               |                      | 王銘燦           |                  |                      | 蔣昌言 余竹虹               | 陳淑芬               | 孫翠鳳、高玉珊、鄭雅升、林紋守 陳子豪、陳昭賢、李郁真、陳彥名                | 20               |
| 空海大師                  | 2018年1月1日                                                                  | 唐美雲歌仔戲團   | 陳祥偉 游雅惠        |                      | 唐美雲           |                  | 姬君達 陳歆翰        | 蔣昌言 黃景美               | 林依親 翁文琦        | 唐美雲、許秀年、小 咪 林芳儀、曾玫萍、江君儀                                 | 25               |
| 百丈懷海禪師              | 2018年4月9日                                                                  | 安琪歌子戲工作坊 | 林建華               |                      | 朱克榮           | 曾憲壽           |                      | 蔣昌言 陳君毅               | 張菀容 翁文琦        | 吳安琪、呂雪鳳、陳勝在 陳昭薇、羅文君、張燕玲                                | 20               |
| 道濟禪師                  | 2018年5月7日                                                                  | 唐美雲歌仔戲團   | 林顯源 劉穎灝        | 陳建雄               | 唐美雲           |                  | 姬君達 陳歆翰        | 蔣昌言 黃景美 余竹虹 陳君毅 | 陳淑芬 林依親 翁文琦 | 唐美雲、王金櫻、小 咪 吳定謙、蘇晏霈、曾玫萍                                 | 20               |
| 菩提達摩                  | 2018年7月2日                                                                  | 孫翠鳳藝文工作室 | 堅果創意 工作室      |                      | 王銘燦 陳昭賢    |                  |                      | 蔣昌言 陳君毅               | 林依親 翁文琦        | 孫翠鳳、鄭雅升、孫詩珮、陳子豪 陳昭賢、李郁真、吳米娜、周淳安                | 20               |
| 智者大師                  | 2018年8月27日                                                                 | 唐美雲歌仔戲團   | 莊士鋐               |                      | 唐美雲           |                  |                      | 蔣昌言 余竹虹 黃景美        | 林依親 翁文琦 張菀容 | 唐美雲、小 咪、李文勳、杜健瑋 陳健星、李璟妮、陳禹安、林芳儀                 | 25               |
| 蕅益智旭大師              | 2018年10月29日                                                                | 孫翠鳳藝文工作室 | 林顯源 劉穎灝        |                      | 陳昭賢           |                  |                      | 蔣昌言 余竹虹               | 張菀容 陳淑芬        | 孫翠鳳、陳昭婷、孫詩珮、陳子豪、陳昭賢 李郁真、吳米娜、周淳安、陳彥名        | 20               |
| 蓮池袾宏大師              | 2018年12月31日                                                                | 唐美雲歌仔戲團   | 陳健星               |                      | 唐美雲           |                  |                      | 蔣昌言 余竹虹 黃景美        | 林依親 翁文琦        | 唐美雲、王金櫻、小 咪、李文勳、杜健瑋 陳健星、王 燦、陳禹安、林芳儀          | 25               |
| 神秀禪師                  | 2019年2月4日                                                                  | 孫翠鳳藝文工作室 | 闕仙羑               |                      | 陳昭賢           |                  |                      | 蔣昌言 余竹虹               | 陳淑芬 翁文琦        | 孫翠鳳、鄭雅升、陳昭婷、孫詩珮、陳子豪 李郁真、吳米娜、陳彥名                | 20               |
| 憨山德清大師              | 2019年4月1日                                                                  | 唐美雲歌仔戲團   | 陳祥偉 游雅惠        |                      | 唐美雲           |                  | 姬君達 陳歆翰        | 蔣昌言 黃景美               | 林依親 翁文琦        | 唐美雲、王金櫻、小 咪、李文勳、周孝虹 杜健瑋、曹雅嵐、許秀琴、林芳儀、傅子純 | 25               |
| 義淨法師                  | 2019年6月10日                                                                 | 孫翠鳳藝文工作室 | 薛恭貴               |                      | 陳昭賢           |                  |                      | 蔣昌言 余竹虹               |                      | 孫翠鳳、陳昭婷、孫詩珮、李郁真 吳米娜、林少峻、陳彥名、邱明彰、楊政憲        | 25               |

## 製作群
- 監製：王端正、湯健明、葉樹姍
- 總策劃：蕭毅君、靳秀麗、呂慈悅
- 製作人：陳淑伶、蔡易臻、孫翠鳳、唐美雲、許亞芬、吳安琪
- 企劃：高嘉苓、林顯源、劉穎灝、王玉如、李韋融、符雅君、張富凱、孫光中、徐彥萍
- 執行製作：黃杏雅、廖芳儀、王銘燦、譚義鏵、林慶鴻、陳麗娟、林月女、羅能揚、謝瓊容、謝　寧、陳彥文
- 片頭設計：歐建廷、陳正明
- 舞台設計：王世信、張哲龍
- 舞台監督：林明德、方美蒨、王耀崇、陳建成
- 舞台佈景：大岳藝術製作有限公司、曲線空間藝術有限公司、景翔佈景公司、柔辰有限公司
- 舞台技術：葉信宏、王智堉、甘坤忠、楊世傑、廖士賢
- 美術設計：黃建達、黃日俊
- 服裝設計：蔡毓芬、秦家班、明華園服裝部、乾隆坊
- 後製：魏壯羽、李士朝、曹家偉、張肖龍、李宗明、楊駿年
- 動畫：大愛動畫組
- 音樂音效：大愛音樂音效組
- 技術指導：董宏鳴、陳溢浚、呂傳聰、陳冠任、楊凱智、詹鈞祺
- 燈光指導：廖文典、謝生科
- 美術：林政良、洪偉翔
- 視訊：陳華清、劉漢隆、高子丞、陳慶潾、楊凱智、江桂萩、許盛發、楊維華、吳健強
- 成音：唐裕璋、周岳樺、張金隆、林平山、蔡永正、盧象明、羅俊傑、張光添
- 工程助理：張書瑋、簡憶翔、沈廖川、林鑫辰、李政峰、郭勝元
- 燈光：鄭期英、蔡正隆、謝生科、范己昱、葉訓維、徐慶忠、葉建興、柳若鈴、陳修澤、葉政慶、林俊宇、陳世芳、陳明德、楊朝翔、高志文、董育廷、游高政、陳柏翰、邱漢忠、王品文、黃竑耀
- 攝影：大愛攝影組
- 現場指導：大愛導播組
- 助理導播：翁文琦、林依親、陳淑芬、陳秀華、吳怡旻、蔡昌倫、高雅琦、蔡珮斳、張菀容
- 導播：蔣昌言、潘仁傑、顧中信、陳君毅、黃景美、余竹虹、卞成章

## 外部連結
- 《高僧傳》大愛電視台官方網站 （页面存档备份，存于）
- 《高僧傳》Facebook官方粉絲專頁